# Zbigniew Maćkiewicz (chemik)
Zbigniew Wiesław Maćkiewicz (ur. 10 czerwca 1953 w Grudziądzu, zm. 5 lipca 2018) – polski chemik, prof. dr hab.

## Życiorys
W 1977 uzyskał tytuł zawodowy magistra na Wydziale Matematyki, Fizyki i Chemii Uniwersytetu Gdańskiego. W 1983 na tym samym wydziale otrzymał stopień doktora. 25 marca 1996 habilitował się na podstawie pracy zatytułowanej Zastosowanie syntetycznych polipeptydów w badaniach immunologicznych. 16 października 2001 nadano mu tytuł profesora w zakresie nauk chemicznych. Objął funkcję profesora zwyczajnego w Instytucie Ochrony Środowiska i Zdrowia Człowieka, w Katedrze Biotechnologii Molekularnej, oraz w Katedrze Chemii Organicznej na Wydziale Chemii Uniwersytetu Gdańskiego.
Zmarł 5 lipca 2018.